# ناظوره

ناظوره

ناظوره (به عربی: الناظورة) یک شهرداری در الجزایر است که در استان تیارت واقع شده‌است. ناظوره ۷٬۰۳۰ نفر جمعیت دارد.